# 阿布斯贝格
阿布斯贝格是德国巴伐利亚州的一个市镇。总面积18.98平方公里，总人口1299人，其中男性630人，女性669人（2011年12月31日），人口密度68人/平方公里。